# Cirilo, o Filósofo
Cirilo (em grego: Κύριλλος; romaniz.: Kyrillos - Kyrill; Tessalônica, 826 ou 827 — Roma, 14 de fevereiro de 869), diácono em Constantinopla, foi um dos grandes responsáveis pela expansão do cristianismo entre os eslavos do Leste Europeu no século IX. Uma das realizações mais importantes de São Cirilo foi a elaboração de um alfabeto adaptado às línguas eslavas, conhecido posteriormente como alfabeto cirílico.
Empenhou-se no ensino do cristianismo nas línguas eslavas, contrariando a posição de Roma e Constantinopla de lecionar os ensinamentos cristãos em grego, latim ou hebraico. Cirilo (ou Constantino) nasceu na Tessalônica em 827 e morreu em 14 de fevereiro de 869.
Ele e seu irmão Metódio (ambos são os santos patronos da Europa) foram importantes durante as disputas ideológicas e tensões entre o Império Bizantino e o Sacro Império Romano-Germânico e também na aculturação dos povos Eslavos pelo Cristianismo;

## Vida

### Juventude
Os irmãos Cirilo e Metódio nasceram no século IX, sob o Império Bizantino em Tessalônica. Filhos de Maria e de Leôncio, ambos muito letrados. Leôncio era um “drungário” (oficial militar) do Império Bizantino;
Constantino recebeu sua educação básica em Tessalônica. Por volta da idade de 17 anos (842/843), foi para Constantinopla, onde permaneceu até 847 e estudou Filosofia, Gramática, Retórica, Música, Aritmética, Geografia e Astronomia na Universidade Imperial de Constantinopla. Lá também estudou grego e latim. Estas duas línguas ele dominava, junto com o búlgaro antigo, provavelmente desde sua infância. Aprendeu também o siríaco e um pouco do hebraico. Entre seus professores estavam especialmente Leão, o Matemático e Fócio (mais tarde patriarca de Constantinopla). Trabalhou para o eunuco e logóteta de Teoctisto. Este último era, talvez, seu parente e que em Constantinopla era favorito da imperatriz viúva Teodora e tutor do herdeiro Miguel III, o Ébrio. Mais tarde, segundo Anastácio, cresceu a amizade entre Constantino (Cirilo) e Fócio, mas também houve desentendimentos acerca de causas religiosas.
Em 848, após completar seus estudos, se dedicou às tarefas de sub-diácono, depois diácono e ainda como cartofílax (bibliotecário, arquivista e secretário) de Inácio (847-857), patriarca de Constantinopla.
Cerca de dois anos mais tarde, depois de rejeitar uma noiva rica para casar, Teoctisto o seleciona para serviços no Mosteiro de Clídio (Klyuch), que ficava a nordeste de Tessalônica, sobre o Bósforo. Viveu nesse mosteiro seis meses. Aí descoberto, foi convidado em 850 ou 851 para lecionar filosofia jurídica na Universidade. Dessa época veio seu apelido de Filósofo e aí teve uma polêmica com o patriarca iconoclasta deposto João VII Gramático e disputas com outros iconoclastas.
De Constantinopla, foi por breve tempo em missão política e religiosa (850-851) ao tribunal árabe do Califa abássida Mutavaquil em Samarra para suprimir a cobrança de impostos aos cristãos por parte dos árabes. Ali participou de intensa disputa teológica com eruditos e clero muçulmanos. Alguns dos árabes, inclusive, o pretendiam envenenar. A disputa era sobre o Santíssima Trindade, conceito não aceito pelos muçulmanos. Constantino (Cirilo), nesse período, mostrou ser bom conhecedor do Alcorão.
No seu regresso a Constantinopla, Cirilo reassumiu sua cátedra, entrando para um mosteiro no monte Olimpo na Ásia Menor (em Brussa). Lá reencontrou seu irmão Metódio, que há muito tempo ali vivia. O local tinha importância política, pois em 856 a imperatriz Teodora se estabelecera no mesmo, onde também fora assassinado seu protegido Teoctisto.

### Missão no Império Cazar
A convite do governador dos Cazares, foi em 860 em missão a essa nação do norte do Cáucaso (talvez também junto ao Mar de Azov), cujo Rei era judeu e onde havia coexistência entre judeus, muçulmanos e cristãos.
Desta feita, estabeleceu-se em Quérson, onde estudou mais a Língua hebraica, a língua cazar, a língua gótica e o dialeto samaritano. Nessa cidade visitou o local onde estavam os restos mortais do sagrado Clemente de Roma falecido no ano 101, os quais Cirilo mais tarde, em 867, transferiu da Grande Morávia para Roma, onde houve grande recepção. Nessa viagem escreveu três importantes obras em grego:
- Historica narratio
- Sermo declamatorius
- Hinos

Na terra do Cazares teve muito sucesso em disputas teológicas com estudiosos e Rabinos judeus. Duzentos cazares foram batizados. Em lugar do pagamento que os cazares queriam lhe prover, ele preferiu que 200 escravos gregos fossem libertados. O Rei dos cazares escreveu mais tarde uma carta ao Imperador Bizantino agradecendo pela visita de Cirilo e lhe confirmando a amizade entre os povos. Constantino não conseguiu converter muitos cazares, mas teve sucesso ao implementar o Cristianismo entre remanescentes das tribos alanas e godas que viviam na região. Há dúvida se essa missão foi realmente executada em conjunto com seu irmão Metódio ou se é apenas uma lenda.
Em 861 Cirilo (Constantino) voltou a Constantinopla e dedicou-se à pesquisa linguística.

### Grande missão
Em 862, o knyaz (príncipe) Rastislau, soberano da Grande Morávia, procurou o papa em Roma, que solicitou ao imperador bizantino Miguel III, o Ébrio, que indicasse um mestre religioso para ensinar ao povo da Morávia tudo acerca da fé cristã. Miguel III e o patriarca Fócio solicitaram a Cirilo e ao seu irmão, Metódio, que se encarregassem dessa missão na Grande Morávia, por serem os únicos com suficiente conhecimento da religião e das línguas eslavas.
Em 863 ou 864 (segundo a tradição, em 5 de julho de 863) chegaram Cirilo e Metódio na Morávia levando consigo seus primeiros textos traduzidos e um símbolo, a Dupla Cruz Bizantina (hoje está na Eslováquia), e relíquias de um dos primeiros bispos de Roma, São Clemente. Ali fundou a chamada "Grande Academia", onde futuros sacerdotes e administradores eslavos eram educados. Até 885, cerca de 200 pessoas foram alí diplomados. Há poucos achados arqueológicos dessa instituição, os quais estão hoje guardados no Castelo de Devin em Bratislava.
Cirilo e seu irmão permaneceram muitos anos na Morávia como missionários. No início foram muito criticados pelo sacerdote Bávaro residente, que via sua influência se reduzir. Alegava este que, conforme a tradição que vinha desde a inscrição feita na Cruz de Jesus Cristo por Pôncio Pilatos, somente três eram as línguas do cristianismo (latim, grego, hebreu), não uma língua eslava.
Na região já existia o chamado "alfabeto arcaico", um sistema de escrita desenvolvido no Primeiro Império Búlgaro para escrever a liturgia da Antiga Igreja Eslava. Cirilo e Metódio, a partir deste alfabeto, criaram o alfabeto glagolítico, influenciado pelos alfabetos grego, latino e hebraico, dando origem mais tarde ao Alfabeto cirílico.
A caminho de Roma, pararam no Principado de Balaton (Hungria) do príncipe Gozilo e mais adeptos foram doutrinados.
No outono de 867, os irmãos e seus alunos se reuniram na República de Veneza para mais discussões sobre o uso da língua eslava na liturgia. Em Veneza, Cirilo recebeu o convite oficial do papa Nicolau II para ir a Roma, possivelmente por influência de seu amigo, bispo Arsenius, de Roma e por causa das relíquias de Clemente.
No inverno de 867 se encontraram com o novo papa, Adriano II que aprovou seus planos para a liturgia na Grande Morávia. As traduções da Bíblia foram feitas e consagradas no Natal na Catedral de São Pedro e a dos textos litúrgicos, caracterizando assim sua aceitação por Roma Em fevereiro de 868, Metódio e três de seus alunos, Gorasdo, Clemente e Naum, foram ordenados sacerdotes e diáconos em Roma.
Em março de 868, a língua da Antiga Igreja Eslava foi oficializada e finalmente admitida como quarta língua litúrgica da Igreja Ocidental. Foi uma fato muito significativo, pois, depois disso, somente no século XX (mais de 1 000 anos depois), outros idiomas viriam a ser aceitos no ocidente[carece de fontes?]. Pouco depois da morte de Metódio, porém, o papa Estevão II veio a bani-la da liturgia.
Em 868, Cirilo adoeceu em Roma, onde vivia num mosteiro, no qual provavelmente tomou o nome de Cirilo (era até então Constantino). Morreu em 869, tendo sido enterrado na Igreja de São Clemente em Roma. Não se tem certeza documental de que Cirilo (Constantino) tenha sido consagrado bispo.

## Memorial
O dia de São Cirilo e de São Metódio é celebrado em 14 de fevereiro pelas igrejas Católica Romana e Igreja Episcopal (Igreja Anglicana). Os ortodoxos reservam o dia 14 de fevereiro para São Cirilo somente e o dia dedicado a Cirilo e Metódio é 11 de maio.
Em 1980 o papa João Paulo II incluiu no Calendário Geral Romano os irmãos Cirilo e Metódio como cartuxos da Europa, havendo feriados nacionais nos países de língua alemã. Cinco de Julho é feriado nacional na República Tcheca e na Eslováquia em homenagem a Cirilo por sua chegada à Grande Morávia em 863. 24 de Maio é feriado nacional na Bulgária e na Macedônia do Norte em honra aos dois irmãos.

## Obras

### Noções básicas
Constantino (Cirilo) desenvolveu especificamente para sua Grande Missão para o primeiro alfabeto eslavo, o ‘’Glagolitico’’, que não é exatamente o atual Alfabeto cirílico, mas deu origem a esse.
Nessa Missão Cirilo traduziu o Novo Testamento em um idioma eslavo por ele criado, a partir de alguns dialetos próximos do Búlgaro antigo, hoje chamado de “Língua da Velha Igreja Eslava.” Aí se incluíram o alfabeto glagolítico e dialetos ainda existentes hoje na Eslováquia.
Na mesma missão na Grande Moravia, Cirilo terminou por traduzir toda a Bíblia e também uma grande coleção de textos litúrgicas. É considerado o fundador da Literatura Eslava.
As traduções de Cirilo são bastante criativas e tem para as línguas eslavas significado semelhante ao sas obras de Martinho Lutero (Ex. Tradução da Bíblia para o alemão.

### Traduções
- Perikope - Evangelho de João - de 862; traduzido do Glagolítico; encontrado na "Codex Assemanianus" do início do século XI na Macedônia; O "Savvina Kniga" (do século XI, traduzido do Cirílico, encontrado no nordeste da Bulgária)
- Os quatro Evangelhos do Novo Testamento, traduzido em 862, junto com Método; encontrado no "Codex Zographensis" (início século XI na Macedônia) em Glagolítico e no "Codex Marianus" (norte da Macedônia também no século XI, Glagolítico.
- Trebnik (Liturgia do rito Bizantino), traduzido no Glagolítico, na Grande Morávia, encontrado no século XI no "Euchologium sinaiticum"
- Breviário (liturgia), traduzido na Morávia, orações para Sacerdotes, encontrada no século XIII no Breviário Croata -Glagolíticop - Vrbnik;
- Zakon sudnyj Ljuder - Código Judiciário para Políticos (provavelmente junto com Metódio) na Grande Morávia; também "Código Civil" - encontrado em Novgorodskij (1280, Rússia)
- Missal (juntamente com o Métodio): traduzido na Grande Morávia, complementada por uma Liturgia bizantina - elementos de São Pedro (culto ocidental), encontrado em Kiev folhas, século X - Balaton, Bulgária - Glagolítico
- Saltério (Livro Texto) (juntamente com o Método) traduzido na Grande Morávia, encontrado na saltério Sinaiticum - século XI - Glagolítico)
- Escritos Apostólicos do Novo Testamento (juntamente com o Método) traduzido na Grande Morávia, encontrado na Apostol Kristinopolski - século XIII.
- Oktoich (Osmiglasnik): traduzido na Grande Morávia traduzido; cantos litúrgicos bizantinos, se encontra no Strumicki oktoich (séculos XII-XIII)

### Escritos
- Chersones A lenda("O relatório com histórico discurso sobre a transferência dos restos do glorioso Klemens'), 2o metade do século IX - compõe se de "conversação" e "história" - tradução mal recebida pela Igreja Eslava (século XVI) - três partes: historica narratio, "Sermo declamatorius e Hymn(para S. Clemente);
- Disputa sobre o direito fé com os judeus, 2a metade do século IX ; os métodos de Constantino Cirilo) traduzido do Grego; encontrado truncado - século XV; incluído na CyrilliVita - período em torno de 870;
- Proglas 863-867, Prefácio do Evangelho - uma das primeiras traduções a eslavos - poema;
- Louvação em honra de São Gregório de Nazianz - 2a metade do século IX - poema encontrado na "Cyrilli 'Vita
- Canon Poema em Honra honra de São Demétrio de Tessalônica, 864-867, talvez junto com Metódio;
- Preces antes da morte - 2a metade do século IX - incluído na CyrilliVita
- Prefácio para os Evangelhos, 2a metade do século IX - o primeiro tratado sobre eslavas problemas de tradução e teoria literária, um fragmento da antiga tradução do grego original é em Hilferdingsches - séculos XI-XII - Bulgária;
- Escritas sobre Direito de fé, 2a metade do século IX;
- Preces Alfabéticas - 2a metade do século IX - talvez, porém, seja de "Constantino de Preslav"
- Beichtordnung em "Euchologium sinaiticum" (talvez juntamente com Metódio)
- Duas orações em forma de poemas, nas "Folhas Sinai folhas" e no "Euchologium sinaiticum"
- "Folhas de Kiev" - atribuídas a Cirilo (Constantino);